# Arivonimamo
Arivonimamo – miasto w środkowej części Madagaskaru, w prowincji Antananarywa. W 2005 roku liczyło 19 874 mieszkańców.
Miasto jest połączone drogą Route nationale 1 na wschód ze stolicą kraju, Antananarywą, oraz na zachód z miastem Tsiroanomandidy. W pobliżu znajduje się Port lotniczy Arivonimamo, który do 1967 roku był międzynarodowym lotniskiem Madagaskaru, kiedy to został zastąpiony przez Port lotniczy Ivato.